# Hans Apel
Hans Eberhard Apel (Hamburg, 25 februari 1932 – aldaar, 6 september 2011) was een Duits politicus die deel uitmaakte van de SPD. Apel vervulde talloze posities in de Duitse politiek, waaronder die van Minister van Defensie en van Financiën. 
In 1993 werd Apel benoemd tot ere-professor in de Economie aan de Universiteit van Rostock. 